# 오안 (연호)
오안(応安, おうあん)은 일본 남북조 시대의 연호(元号) 중 하나이다. 북조에서 사용되었다.
- 전후 : 조지(貞治) 이후 - 에이와(永和) 이전.
- 시기 : 1368년 ~ 1374년
- 천황
  - 북조 : 고코곤 천황, 고엔유 천황
  - 남조 : 조케이 천황
- 쇼군 : 무로마치 막부의 아시카가 요시미쓰

## 개원(改元)
- 조지 7년 2월 18일(율리우스력 1368년 3월 7일), 개원.
- 오안 8년 2월 27일(율리우스력 1375년 3월 29일), 에이와로 개원된다.

## 출전
『모시정의(毛詩正義)』의 「今四方既已平、服王国之内、幸応安定」.

## 오안 시기에 일어난 일
- 원년
  - 12월 : 아시카가 요시미쓰가 세이이타이쇼군에 취임하다.
  - 오안의 한제이령(半済令, 장원・공령의 징수권 절반을 슈고에게 넘겨주는 법령)을 반포하다.
- 2년
  - 1월 : 남조측의 구스노키 마사노리가 막부에 항복하다.
  - 명나라가, 규슈에서 활동중이던 남조의 가네나가 친왕에게 왜구의 토벌을 요청하다.
- 3년
  - 7월 : 이마가와 사다요가 규슈 단다이(九州探題)에 임명되어 임지로 파견된다.

### 죽음
- 원년
  - 고무라카미 천황
- 4년
  - 쇼니 요리나오 (향년 77세)
- 6년
  - 사사키 도요

## 서력과의 대조표
| 오안 | 원년        | 2년         | 3년         | 4년        | 5년       | 6년      | 7년      | 8년       |
| ---- | ----------- | ----------- | ----------- | ---------- | --------- | -------- | -------- | --------- |
| 서력 | 1368년      | 1369년      | 1370년      | 1371년     | 1372년    | 1373년   | 1374년   | 1375년    |
| 남조 | 쇼헤이 23년 | 쇼헤이 24년 | 겐토쿠 원년 | 겐토쿠 2년 | 분추 원년 | 분추 2년 | 분추 3년 | 덴주 원년 |
| 간지 | 무신        | 기유        | 경술        | 신해       | 임자      | 계축     | 갑인     | 을묘      |

## 같이 보기
- 일본의 연호 일람

| 이전 조지 | 일본 북조의 연호 1368년 ~ 1375년 | 다음 에이와 |